# Marko Stojčić
Marko Stojčić, bosansko-hercegovski general, * 24. marec 1965.
Trenutno je namestnik Poveljnika Poveljstva za podporo Oborožene sile Bosne in Hercegovine za operacije.